# 聖米格爾縣 (厄瓜多爾)
1°42′0″S 79°2′0″W / 1.70000°S 79.03333°W
聖米格爾縣（西班牙語：Cantón San Miguel），是厄瓜多爾的縣份，位於該國中部，處於瓜蘭達以南20公里，由玻利瓦省負責管轄，面積570平方公里，2001年人口26,747，人口密度每平方公里46.92人。